# Rakety Le Prieur

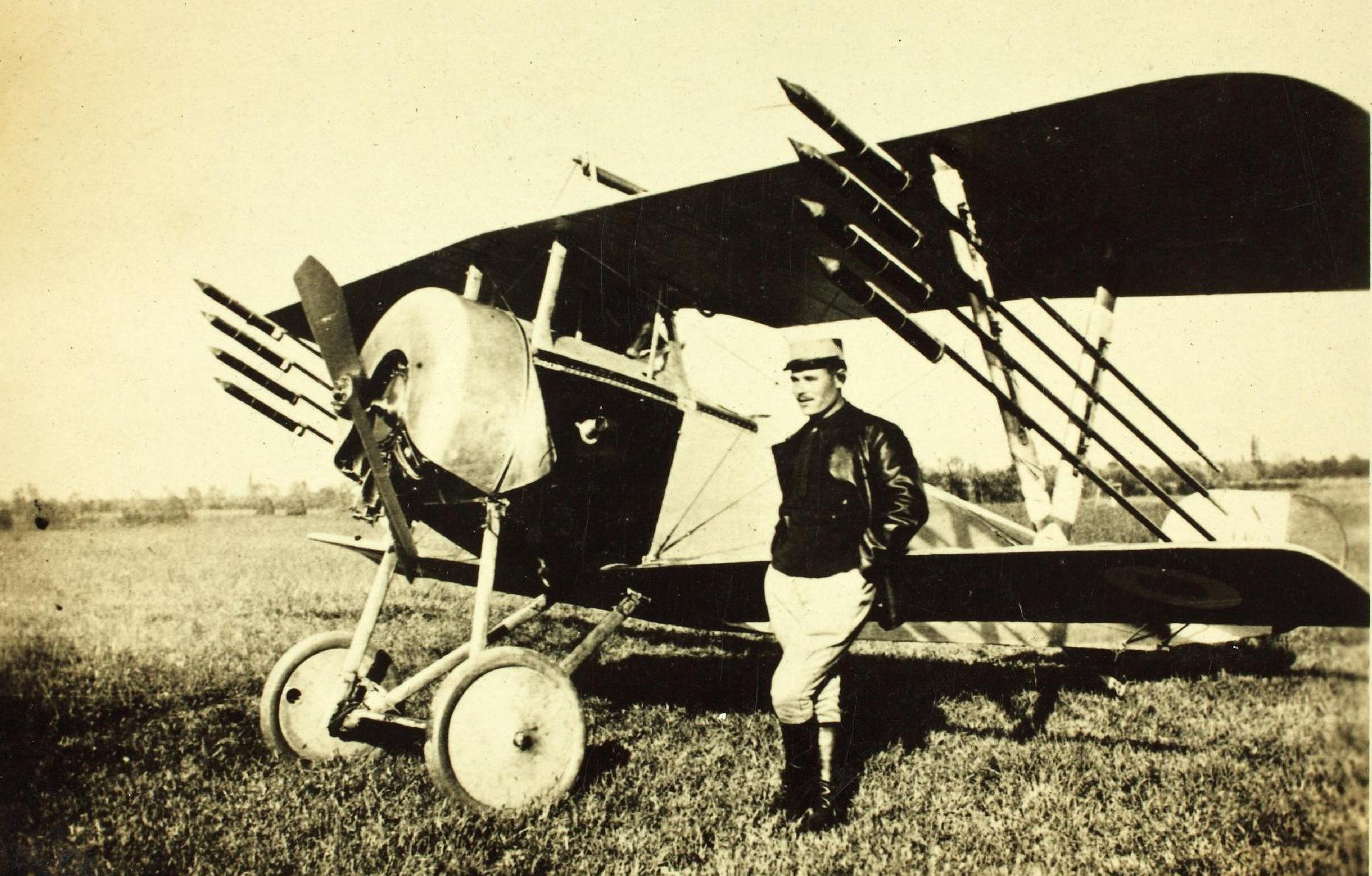
Nieuport 11 vyzbrojený raketami Le Prieur

Rakety Le Prieur (francouzsky: Fusées Le Prieur) byly typem neřízených zápalných raket odpalovaných z letadel během první světové války proti pozorovacím balónům a vzducholodím. Vynalezl je francouzský námořní poručík Yves Le Prieur a poprvé byly použity během bitvy u Verdunu. Kvůli jejich velké nepřesnosti byla omezena vzdálenost, na kterou se daly efektivně použít, na pouhých 125 m. Umisťovány byly na mezikřídelní vzpěry a odpalovány byly elektrickým impulzem. Proti pozorovacím balónům byly používány s úspěchem, ale proti vzducholodím nedocílily úspěchu ani jediného. Postupně byly nahrazovány účinnějším zápalným střelivem do leteckých kulometů a v roce 1918 zmizely z výzbroje úplně. Byly ve výzbroji francouzského, britského a belgického letectva.